# Conrad Erer

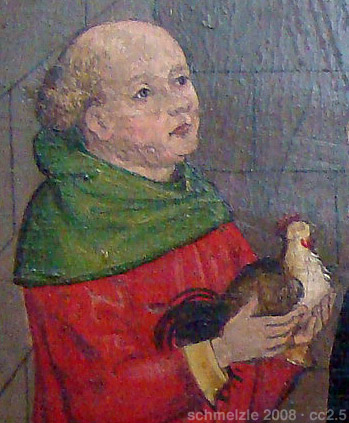
Conrad Erer, Detail vom Veitsaltar in Flein

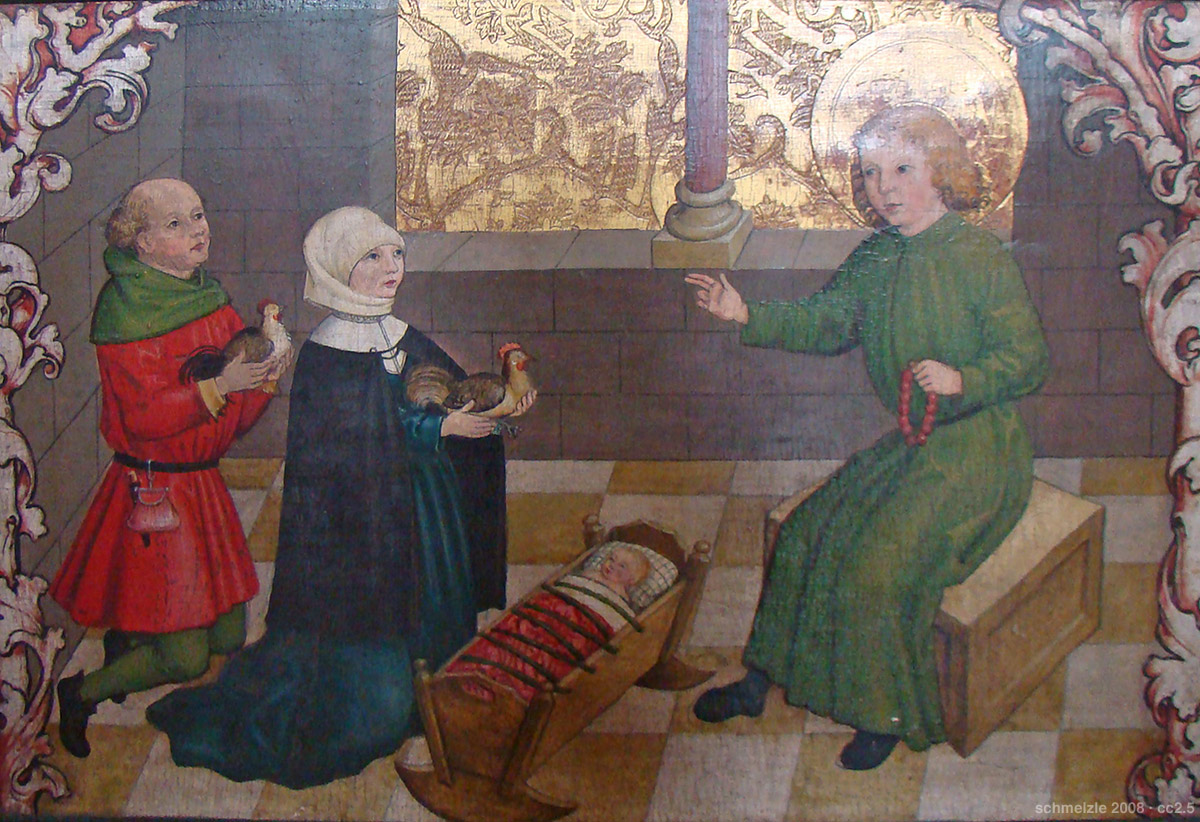
Conrad Erer (links) mit Frau und neugeborenem Sohn vor dem Heiligen Veit, Bild von 1517 vom Veitsaltar in Flein

Conrad Erer (* um 1453 in Heilbronn; † 8. Februar 1539 ebenda) war von 1494 bis 1528 Bürgermeister der Reichsstadt Heilbronn.

## Leben
Die Familie Erer stammte ursprünglich aus Gmünd und entwickelte sich zu den reichsten Patriziern der Stadt Heilbronn. Konrad Erer war ein Spross dieser angesehenen Familie und gelangte 1478 als Ratsherr und Richter in den Rat. Von 1481 bis 1490 war er in Speyer, wo er 1490 auch als Ratsherr erwähnt wird. Im selben Jahr kehrte er in den Rat von Heilbronn zurück. 1494 wurde er Bürgermeister und als solcher 1503 vom deutschen König und späteren Kaiser Maximilian I. und 1521 von Kaiser Karl V. mit dem Reichslehen der Stadt belehnt.
1504 kämpfte der Schwäbische Bund im bayerischen Erbfolgekrieg gegen die Pfalz. Beide Parteien forderten Truppen von der Reichsstadt Heilbronn. Der Schwäbische Bund einerseits forderte eine Kavallerie von 9 Reitern und Bodentruppen von 138 Soldaten, und die Pfalz andererseits verlangte 50 Soldaten von Heilbronn. Konrad Erer ging auf einen Vergleich mit den Parteien ein. Dem Schwäbischen Bund gestand er die Armee zu und schenkte gleichzeitig der Pfalz 700 Gulden, als „Verehrung“ seitens der Reichsstadt Heilbronn.
Konrad versteuerte im Jahre 1510 einen Betrag von 10 700 Gulden und empfing die Reichslehen als Vertreter Heilbronns. Konkurrenten der Erer waren die Nenninger, die Berlin aus Dinkelsbühl, die Mettelbach, weil auch diese die Stadt vertraten und die Reichslehen entgegennehmen konnten.
Conrad Erer, der als Bürgermeister gleichzeitig seit 1503 auch Vogt über das reichsstädtische Dorf Flein war, stiftete den auf 1514 oder 1517 datierten Veitsaltar in der Fleiner Veitskirche, auf dessen Predella er mit seiner zweiten Frau und einem neugeborenen Kind abgebildet ist.
Conrad Erer wurde 1528 durch den reformatorisch gesinnten Hans Riesser im Amt des Bürgermeisters abgelöst. Er blieb altgläubig und war der einzige, der beim Bekenntnis des Rats zum protestantischen Glauben am 18. November 1530 nicht den Eid leistete.

## Familie
Conrad war in erster Ehe 1484 mit Ursula Nagel († 1501/03) aus Hall und in zweiter Ehe seit 1504 mit Ursula Nenninger verheiratet. Den Ehen entstammten sieben Söhne und vier Töchter.
- Philipp († 1556), Jurist, ⚭ (1) Agnes N., (2) Katharina Egen
- Hans († 1545), Ratsmitglied in Heilbronn ⚭ Benigna Nenninger
- Kaspar († vor 1540), Kleriker
- Konrad († um 1565) ⚭ Agathe von Stetten (begründeten den Zweig Bodenhofen der Familie)
- Engelhard († 1548)
- Melchior († 1584), Ratsmitglied in Heilbronn, später Herr auf Sanzenbach, ⚭ Christina Nenninger (begründeten den Zweig Sanzenbach der Familie)
- Christof († 1579), Schultheiß in Heilbronn, ⚭ Katharina von Frauenberg
- Ursula ⚭ Wicker Frosch
- Barbara, Nonne im Kloster Rechentshofen
- Anna, Nonne im Kloster Lichtenstern
- Katharina ⚭ Eberhard von Böckingen